# 室井まさね
室井 まさね（むろい まさね）は、日本の漫画家。代表作に「屍囚獄」や「煉獄女子」などがある。

## 経歴
少年誌・児童誌での雑誌掲載を経て、2009年に『ビジネスジャンプ』（集英社）にて「るべどの奇石」を連載。2014年から『WEBコミックガンマ』（竹書房）にて「屍囚獄」を連載。同作は2017年に実写映画化された。続いて2017年から「煉獄女子」、2019年から「狂蝕人種」、2022年から「少女の檻」を同サイトで連載。

## 人物
プロレスと恐竜が好き。好きな漫画家は諸星大二郎。愛猫家で、猫との暮らしを描いた漫画「ウチ猫4コマ」を自身のX(旧Twitter)・noteにて公開している。

## 作品リスト
- 死神103 (リイド社『月刊少年ファング』2006年10月号 、 2007年1月号、5月号 - 9月号、掲載誌休刊のため未完)
- DINOSPHERE (ポプラ社『月刊コミックブンブン』2008年5月号)
- るべどの奇石（集英社『ビジネスジャンプ』・『ビジネスジャンプ増刊 ビージャン魂』2009年 - 2011年21・22合併号[3]、全2巻）
- 空想科学LAB (原案・監修：柳田理科雄 、メディアファクトリー『空想科学読本』 記憶に残る名作アニメ編・人気マンガの気になる謎編 、2012年8月)
- 漫画・うんちくシリーズ (主人公「雲竹雄三・優子」のキャラクター及びシリーズ全13作中の下記本編)
  - 漫画・うんちく居酒屋（メディアファクトリー、2013年2月、全1巻[4]）
  - 漫画・うんちく書店（メディアファクトリー、2013年8月、全1巻[5]）
  - 漫画・うんちくSEX（KADOKAWA、2014年4月、全1巻[6]）
  - マンガ・うんちく吉野家（監修：吉野家、KADOKAWA、2015年5月、全1巻[7]）
- 屍囚獄（竹書房『WEBコミックガンマ』2014年12月 - 2016年12月、全5巻）
- 煉獄女子（竹書房『WEBコミックガンマ』2017年6月22日[8] - 2018年12月30日、全4巻）
- 狂蝕人種（竹書房『WEBコミックガンマ』2019年4月30日 - 2021年10月30日、全6巻）
- 少女の檻（竹書房『WEBコミックガンマ』2022年4月10日 - 2023年12月30日、全4巻）
- 肉怪の生じる村にて (協力：金澤智哉(アニマン)、リイド社『コミックボーダー』2025年2月14日 - 、既刊1巻)

## 寄稿
- アカギトリビュートイラスト FESTIVAL（『アカギ 〜闇に降り立った天才〜』公式サイト、2018年6月13日[9]） - イラスト[9]